# Ali II Bey
Pour les articles homonymes, voir Ali Bey.
Ali II (arabe : أبو الحسن علي باي), né le 24 novembre 1712 et mort le 26 mai 1782 au palais du Bardo, est bey de Tunis de la dynastie des Husseinites de 1759 à sa mort.

## Biographie
Né d'une mère originaire de Corse, investi prince héritier par son frère Mohamed Rachid Bey, le 3 septembre 1756, il lui succède à sa mort le 12 février 1759. Son règne est marqué par une reprise générale des affaires : Tunis connaît une certaine prospérité dont bénéficie le commerce européen alors entre les mains des négociants juifs qui, depuis l'avènement de Hussein Ier Bey au pouvoir, font une concurrence sérieuse au commerce français. Ils sont pour la plupart originaires de Livourne (Granas) et ont immigré à Tunis à la fin du XVIIe siècle. Chassés d'Espagne et du Portugal par les lois d'exception, ils se réfugient d'abord en Italie où ils nouent avec leur coreligionnaires de solides relations d'affaires avant de venir s'installer à Tunis où ils forment, avec leurs coreligionnaires tunisiens, une communauté qui reçoit son statut particulier en juillet 1741 et le conservé depuis. Ayant quelques influences au palais du Bardo, ils jouent un certain rôle social dans la capitale, se voient conférer la douane de Tunis pour 80 000 piastres par an et obtiennent des droits de douane en leur faveur ainsi que d'autre avantages commerciaux.
C'est par la voie de Livourne qu'Ali Bey est tenu au courant des progrès de l'insurrection des Corses contre la république de Gênes et des difficultés résultant du rattachement de la Corse au royaume de France en 1768. À la suite des intrigues d'un certain Pacciola, lieutenant de Pascal Paoli (chef de l'insurrection corse), Ali refuse de reconnaître la nationalité française des bateaux corses capturés en mer Méditerranée par les corsaires tunisiens.
L'état de guerre ayant été déclaré entre la France et la régence de Tunis, une escadre française opère une importante opération de bombardement sur les principaux ports tunisiens, en juin 1770, qui est suivie d'un traité de paix signé le 25 août de la même année au terme duquel le bey reconnaît l'unification pleine et entière de la Corse à la France, ce qui pose le problème de libération des esclaves corses qui sont assez nombreux à Tunis. Ceux-ci sont libérés progressivement, en premier lieu ceux dernièrement capturés, mais avec beaucoup de difficultés.
Le 9 février 1777, face à la maladie, il cède ses pouvoirs à son fils aîné, Hammouda, et continue à vivre dans les palais beylicaux jusqu'à sa mort en 1782.